# Ivan Pálffy
Ivan IV. Pálffy de Erdőd (mađ. Pálffy János) (Vöröskő na Balatonu, 20. kolovoza 1663. – Požun, 24. ožujka 1751.), ugarski grof, palatin (1741. – 1751.) i hrvatski ban (1704. – 1732.).

## Životopis
Rodio se kao treći sin grofa Nikole IV. Pálffyja i Marije Eleonore von Harrach zu Rohrau. Njegov stariji brat Nikola VI. bio je također ugarski palatin. Ivan IV. je 1681. godine stupio u vojnu službu te se istaknuo u ratovima protiv Osmanlija, a sudjelovao je i obrani Beča 1683. godine. Brzo je napredovao u vojnoj hijerarhiji te je već 1688. postao je general pobočnik princa Karla Lotarinškoga, 1693. stekao je čin general bojnika, a 1709. godine čin feldmaršala, najviši u habsburškim zemljama. Postao je i vitezom Reda zlatnog runa, najvišeg svjetovnog viteškog reda dinastije Habsburg.
Godine 1704. imenovan je za hrvatskog bana i na toj je dužnosti ostao sve do 1732. godine. Međutim, zbog čestog izbivanja iz Hrvatske, morali su ga povremeno zamjenjivati zagrebački biskupi Martin III. Brajković (do 1708.) i Emerik Eszterházy (do 1722.).
Vodio je uspješne borbe protiv Ferenca II. Rákóczyja (1676. – 1735.) u Slavoniji i Ugarskoj, nakon čega je s njim potpisao Szatmárski mir 1711. godine. Odigrao je važnu ulogu u prihvaćanju Ugarske pragmatičke sankcije, koja je prihvaćena u ugarskom saboru 1722. godine.
Godine 1732. smijenjen je s dužnosti hrvatskog bana i imenovan velikim županom i zapovjednikom tvrđave Požun. Godine 1741. postavljen je za ugarskog palatina, a godinu kasnije za vrhovnog zapovjednika vojske u Ugarskoj. Istaknuo se u Ratu za austrijsku baštinu (1740. – 1748).

## Vanjske poveznice
- Pálffy de Erdődy, Ivan IV. Hrvatska enciklopedija

| Prethodnik:    | Hrvatski ban (1704. - 1732.) | Nasljednik:       |
| Adam Batthyány | Hrvatski ban (1704. - 1732.) | Ivan V. Drašković |